# محمد صبوری
محمد صبوری (زاده ۲۸ اردیبهشت ۱۳۷۹) بازیکن فوتبال اهل ایران است. وی سابقه عضویت در باشگاه فوتبال مقاومت تهران و باشگاه فوتبال مس کرمان را در کارنامه دارد.